# Lascaris Battery

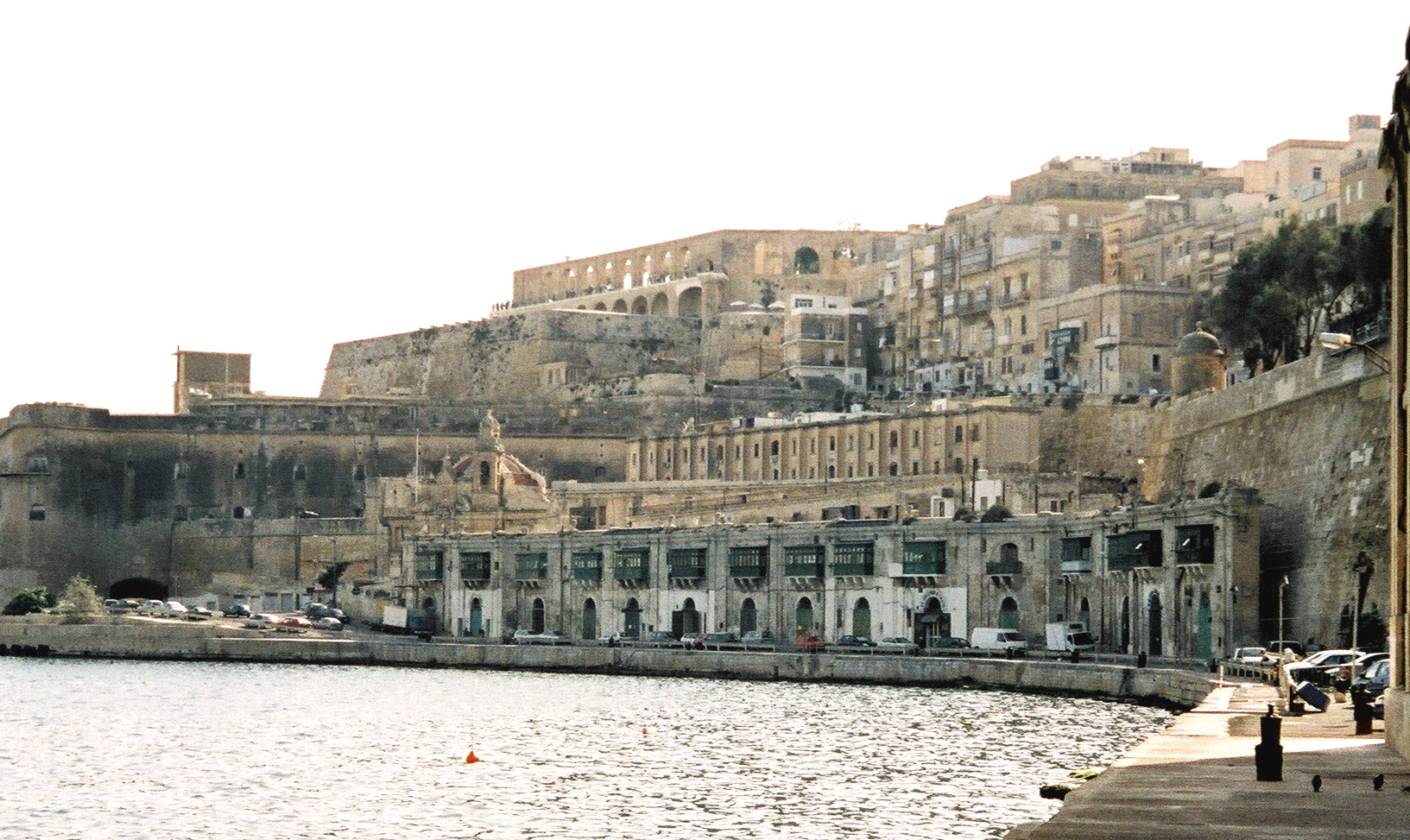
Lascaris Battery, darüber die Salutbatterie der St Peter's Bastion und darüber die Upper Barrakka Gardens

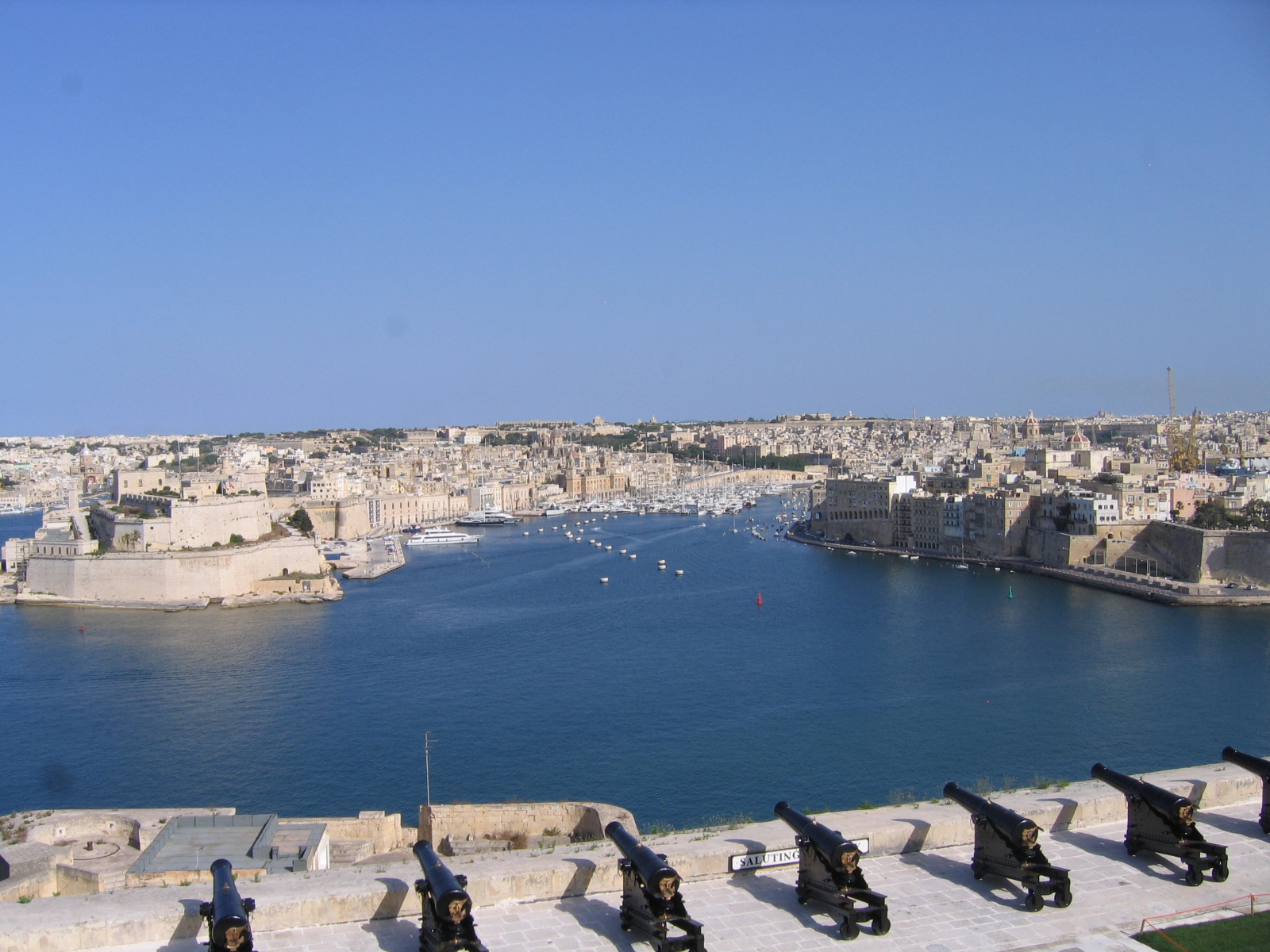
Blick von den Upper Barrakka Gardens auf Fort St. Angelo. Die den Grand Harbour beherrschende Stellung der Batterie wird deutlich. Im Vordergrund die Salutbatterie, links darunter die Geschützstellungen der RML 9 inch guns

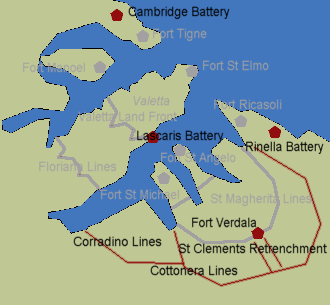
Neubauten und Erweiterungen im Bereich des Grand Harbour 1850–1910

Die Lascaris Battery  ist eine Befestigungsanlage auf Malta. Sie wurde ab 1854 zur Zeit der britischen Herrschaft über die Inseln erbaut. Sie befindet sich an der Ostseite von Valletta und schließt sich an die St Peter's Bastion der Valletta Land Front an.
Unmittelbar nach der Übernahme der Inseln durch die Briten im Jahre 1800 wurden die vom Johanniterorden erbauten Befestigungen nahezu unverändert genutzt. Im Einklang mit den damaligen militärtheoretischen Vorstellungen wurde die im Mittelmeer operierende Royal Navy als zuverlässigster Schutz gegen eine Invasion der Inseln angesehen. Gouverneur Sir William Reid forderte während seiner Amtszeit jedoch den Bau von Küstenbatterien im Inneren des Grand Harbour. Diese Batterien sollten Schiffe bekämpfen, die die von Fort St Elmo und Fort St. Angelo gebildete Sperre durchbrochen hatten und in den Hafenbereich eingedrungen waren. Der Bau der Anlage begann 1854. Die Batterie, eine hohe gemauerte Bastion, wurde hafenseitig der St Peter's Bastion vorgebaut. Die unregelmäßig geformte, mit abgerundeten Ecken versehene Anlage ist trapezförmig und läuft an der rechten Flanke in einer Geschützstellung aus. Im Inneren der Anlage befand sich ein Paradeplatz. Die zweistöckigen Kasematten wurden ab 1868 in Unterkünfte umgebaut. Dabei erhielten sie zum Paradeplatz offene Galerien. Oberhalb der Geschützstellungen befindet sich die Salutbatterie der St Peter's Bastion, die einen rechteckigen Grundriss hat.
Zu Beginn der 1860er Jahre war die Batterie mit insgesamt vierzehn RML 8 inch 9 ton gun ausgestattet. Die Salutbatterie hatte zwölf SBML 24 pounder. Zusätzlich waren noch vier RML 10 inch 18 ton gun an der linken Flanke der Batterie aufgestellt. Auf einer weiteren Plattform unterhalb der linken Flanke der Salutbatterie fanden drei 10-Zoll-Haubitzen ihren Platz.
Im Jahr 1884 befand die Bewaffnung der Batterie aus sieben RML 64 pounder 64 cwt Gun, die in den Kasematten der Batterie aufgestellt waren. Diese Geschütze waren durch die ungefähr 1,3 m dicke Mauer geschützt. Da diese Waffen veraltet waren, mussten sie durch modernere Konstruktionen ersetzt werden. Auf der Batterie wurde eine RML 9 inch 12-ton gun aufgestellt, die mit ihrer offenen Barbettstellung sehr exponiert war. Das Pulverlager mit einem Fassungsvermögen von 30.500 lbs war nur durch Mauern und Dach von 3 m Stärke geschützt. Insgesamt war die Konstruktion der Batterie überholt, die Anlage konnte der Wirkung moderner Artillerie nichts mehr entgegensetzen. Die Salutbatterie war zu diesem Zeitpunkt mit fünf RML 64 poundern ausgerüstet.
Während des Zweiten Weltkrieges wurden in den Kasematten der Batterie die Lascaris War Rooms eingerichtet.